# Polskie Stowarzyszenie Miłośników Kolei
Polskie Stowarzyszenie Miłośników Kolei – stowarzyszenie społeczne skupiające miłośników kolei.

## Historia
Polskie Stowarzyszenie Miłośników Kolei zostało zarejestrowane 9 października 1987 roku. Podstawowym celem utworzenia stowarzyszenia była ochrona zabytkowych lokomotyw i wagonów. Pierwsze eksponaty zabytkowe zgromadzono w 1989 roku na terenie parowozowni Skierniewice. W dniu 8 listopada 2002 roku parowozownia została przekazania stowarzyszeniu.

## Działalność
Najważniejszym przedmiotem działalności jest ochrona eksponatów na terenie zabytkowej lokomotywowni. Działalność stowarzyszenia oparta jest na pracy społecznej członków i wolontariuszy. Stowarzyszenie współpracuje z wieloma organizacjami w celu ochrony zabytków kolei. Dodatkowo działa na rzecz dokumentowania historii polskich kolei oraz prowadzenia aktywnej formy ochrony zabytków kolejnictwa. Zbiory stowarzyszenia zawierają tabor kolejowy, urządzenia zabezpieczenia ruchu kolejowego, urządzenia łączności, urządzenia techniczne i zbiory biblioteczne. Niektóre eksponaty stowarzyszenia eksponowane są poza terenem lokomotywowni. Stowarzyszenie uzyskało status Organizacji Pożytku Publicznego. Środki finansowe wykorzystywane są na remontowanie budynków oraz zabytkowych eksponatów.